# NGC 3893
NGC 3893 (również PGC 36875 lub UGC 6778) – galaktyka spiralna z poprzeczką (SBc), znajdująca się w gwiazdozbiorze Wielkiej Niedźwiedzicy. Odkrył ją William Herschel 9 lutego 1788 roku.